# Euforia (álbum de La Mafia)
Euforia es el vigésimo primer álbum de estudio del grupo tejano La Mafia lanzado el 1 de septiembre de 1998.

## Lista de canciones
| Euforia |                           |                         |          |  |
| N.º     | Título                    | Escritor(es)            | Duración |  |
| 1.      | «Ayer y hoy»              | Chein Garcia-Alonso     | 3:40     |  |
| 2.      | «Ahora»                   | Víctor Daniel           | 3:32     |  |
| 3.      | «Pase lo que pase»        | Víctor Daniel           | 3:30     |  |
| 4.      | «Nadie como tu»           | Juan Quispe             | 3:22     |  |
| 5.      | «Si tu no estas»          | Roberto Morales         | 3:33     |  |
| 6.      | «No la he podido olvidar» | Teófilo Ramírez del Río | 3:10     |  |
| 7.      | «Tal vez puedas quererme» | Jorge Luis Piloto       | 3:30     |  |
| 8.      | «Pido»                    | Jorge Luis Piloto       | 3:28     |  |
| 9.      | «Por hacerte feliz»       | Michael Figueroa        | 3:20     |  |
| 10.     | «Nueva»                   | Chein García-Alonso     | 3:21     |  |